# Otó de Nordheim
Otó de Nordheim (alemany: Otto von Northeim) (vers 1020-11 de gener de 1083) va ser duc de Baviera del 1061 al 1070. Va ser un dels líders de la revolta contra l'emperador saxó Enric IV.
Otó pertanyia a una rica família saxona força influent, els comtes de Nordheim o Northeim, i s'havia distingit en la guerra i la pau per igual; el 1061 va rebre el ducat de Baviera de l'emperadriu vídua Agnès o Inés de Poitou, vídua de l'emperador Enric III i mare de l'emperador Enric IV; tot i així, un any més tard va conspirar amb l'arquebisbe Annó II de Colònia per apoderar-se d'Enric IV a Kaiserswerth per tal de privar a la seva mare del poder; el cop va tenir èxit. Otó va dirigir una expedició reeixida a Hongria el 1063 i va tenir un paper preponderant en el govern de l'Imperi durant la minoria d'edat del rei. El 1064 va viatjar a Itàlia per resoldre un cisma papal i va tenir un paper clau en assegurar el desterrament de la cort de l'arquebisbe Adalbert d'Hamburg-Bremen. Va creuar els Alps en defensa dels interessos reials en dues ocasions i el 1069 va compartir dues expedicions a les terres dels wends a l'est.
Otó va descuidar el seu ducat, però va afegir a les seves possessions personals el sud de la regió de Harz, que en última instància va conduir a un conflicte amb Enric IV. El 1070 Otó va ser acusat per un tal Egenó de Konradsburg d'estar al corrent d'un complot per assassinar al rei, i es va decidir que s'havia de sotmetre a la prova de la batalla amb el seu acusador a Goslar. El duc s'ensumava una traïció i va demanar un salconduit cap i des del lloc de la reunió. Quan això li va ser rebutjat es va negar a aparèixer i fou posat sota interdicte imperial imperial i privat del ducat de Baviera, mentre que les seves terres saxones van ser saquejades. No va trobar suports a Baviera, però va aixecar un exèrcit entre els saxons i va dur a terme una campanya de saqueig contra Enric fins a 1071, quan es va sotmetre. L'any següent va rebre de nou a les seves possessions privades encara que no el títol ducal.
Quan va esclatar la revolta saxona l'estiu de 1073, Otó hi va estar representat per Otó Brunó, autor de De Bello Saxonico, un discurs inspirador pels saxons reunits a Wormsleben, i després va prendre el comandament dels insurgents. Per la pau de Gerstungen el 2 de febrer de 1074, Baviera se li va retornar formalment, però no obstant això va trobar una forta oposició amb el resultat que el seu gendre Welf o Güelf I va romandre de facto com a duc. Va participar també a la segona revolta de 1075 després de la demolició del castell de Harzburg, i també aquesta vegada va ser perdonat per Enric que el va fer administrador de Saxònia.
Després de l'excomunió d'Enric IV pel papa Gregori VII el 1076, Otó va intentar fer de mediador entre Enric i els saxons a Trebur, però quan aquests esforços van fallar, es va tornar a posar al capdavant de l'aixecament. Va acceptar l'elecció del comte Rodolf de Rheinfelden com a rei dels Romans quan li va assegurar la seva restauració a Baviera, i per la seva habilitat i valentia va infligir derrotes a les forces d'Enric a Mellrichstadt, Flarchheim i Hohenmölsen.
Otó és descrit com un home prudent noble i guerrer, i posseïa grans habilitats. Els seus indults repetits mostren que Enric no podia donar-se el luxe de descuidar una personalitat tan poderosa, i els seus talents militars es van mostrar repetidament. Va romandre en armes contra el rei fins a la seva mort l'11 de gener de 1083. Otó està enterrat a la capella Nicolai a Northeim.

## Matrimoni i fills
Es va casar amb Riquenssa, probablement de la dinastia Billung, vídua del comte Herman de Werl, i va deixar quatre fills i tres filles.
- Enric el Gros (1055-1101), marcgravi de Frísia (1055-1101)
- Otó II, comte de Nordheim
- Sigfrid III (1050-1107), comte de Boyneburg
- Cunó (1150/60-1103), comte de Beichlingen
- Ida, casada amb Timó de Wettin i que fou la mare del marcgravi Conrad de Meissen
- Etelinda (nascuda el 1160, data de la mort desconeguda), es va casar amb el duc Güelf I de Baviera el 1062, es va divorciar el 1070; es va casar en segones noces amb Herman I, comte de Calvelage en 1070
- Matilde, casada amb Conrad II comte de Werl-Arnsberg